# Vahid Talebloo
Vahid Talebloo, né le 26 mai 1982 à Téhéran, est un footballeur iranien. Il joue au poste de gardien de but avec l'équipe d'Iran et le club d'Esteghlal Teheran.

## Carrière

### En club
- 1997-2011 : Esteghlal Teheran -  Iran
- 2011-2012 : Saipa Karaj -  Iran
- 2013-déc. 2014 : Sorinet -  Iran
- depuis déc. 2014 : Esteghlal Teheran -  Iran

### En équipe nationale
Il a joué lors des jeux d'Asie occidentale en 2005.
Talebloo participe à la coupe du monde 2006 avec l'équipe d'Iran.

## Palmarès
- 12 sélection en équipe nationale depuis 2006
- Champion d'Iran en 2006